# Belangrijke personen tijdens het Beleg van 's-Hertogenbosch
In dit artikel worden de personen die een belangrijke rol hebben vervuld tijdens het Beleg van 's-Hertogenbosch in 1629.

## Frederik Hendrik van Oranje

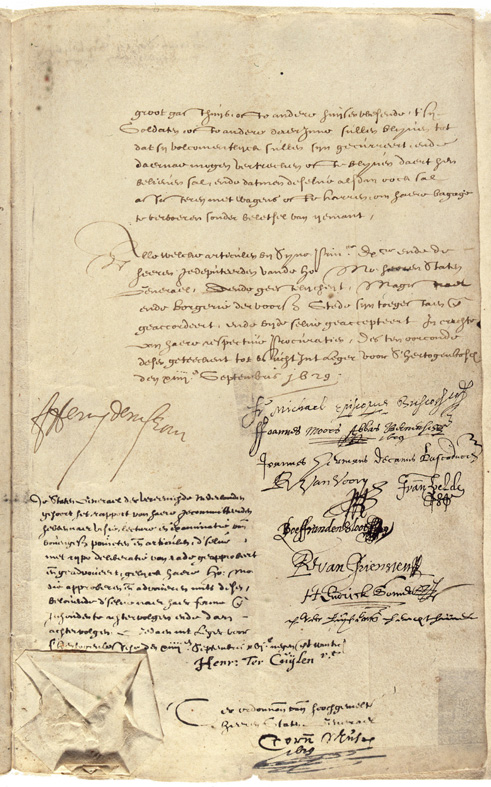
Op 14 september 1629 werd het capitulatieverdrag ondertekend door Frederik Hendrik (F. Henry de Nassau) en rechts door Fr. Michael Episcopus Buscoducens (Ophovius, de bisschop) en Fr. Joannes Moors Abbas Bernensis (Moors, abt van Berne). Links onder de ratificatie door de Staten Generaal

Frederik Hendrik van Oranje was de bevelhebber van de Staatse troepen. Via Utrecht, Amersfoort, Arnhem en Nijmegen verzamelde hij zijn troepen op de Mookerheide. Op 28 april 1629 heeft hij een brug bij Grave laten bouwen. Vervolgens trok hij richting 's-Hertogenbosch. Een aantal ruiters zijn vooruit gestuurd om de toegangswegen van 's-Hertogenbosch te bezetten. Dit gebeurde op 30 april.
Na een beleg van vier en een halve maand had hij de Spanjaarden verslagen. Dit kon gebeuren, door onder andere het aanleggen van een circumvallatielinie, het laten zakken van het waterpeil in de moerassen door de tonmolens, maar ook door het controleren van de toegangswegen van en naar 's-Hertogenbosch.

## Hendrik van den Bergh
Hendrik van den Bergh, aan moeders kant een volle neef van Frederik Hendrik, was de bevelhebber van het Leger van Vlaanderen. Spinola was naar Italië vertrokken, om daar tegen de Fransen te vechten. Hendrik van den Bergh, die ook had meegevochten bij het Beleg van Breda in 1625, moest het opnemen tegen het leger van Frederik Hendrik. Na een aantal mislukte scherpe en venijnige aanvallen op het leger van Frederik Hendrik, hield hij het voor gezien. Hij besefte dat er geen doorkomen aan was. Hij vertrok naar de Betuwe en Veluwe, om vervolgens Amersfoort aan te vallen.

## Anthonie Schetz, baron van Grobbendock
Anthonie Schets was de gouverneur van 's-Hertogenbosch onder Spaans bewind. De Bossche stadsregering had hem in 1598 aangesteld en hij zou de gouverneur blijven, totdat de Staatsen de gouverneurs gingen aanwijzen in 1629. Als gouverneur was hij de bevelhebber van het Bossche leger.

## Jan Adriaanszoon Leeghwater
De bekende waterkundige Jan Adriaanszoon Leeghwater wordt vaak genoemd als betrokkenen voor het leegpompen van de moerassen rondom 's-Hertogenbosch. Dit wordt echter door De Cauwer in twijfel getrokken omdat er geen bronnen uit die tijd zijn die zijn rol bevestigen. Door paarden aangedreven tonmolens werd het waterpeil verlaagd. De moerassen werden niet helemaal leeggepompt, maar dat was voor het graven van de toenaderingsgraven ook niet nodig.

## Michael van Ophoven (bisschop Ophovius)
Michael van Ophoven, beter bekend als bisschop Ophovius, was de in 's-Hertogenbosch geboren bisschop van 's-Hertogenbosch. Hij was vertrouwensman van Anthonie Schets. Bij de capitulatie ondertekende hij als eerste namens de Bosschenaren de capitulatie.

## Bijrollen

### Luitenant-generaal Thomas van Stakenbroeck
Thomas van Stakenbroeck had het opperbevel over de cavalerie. Toen Frederik Hendrik van Oranje de brug bij Grave had gebouwd, snelde hij alvast vooruit, om de toegangswegen naar 's-Hertogenbosch af te sluiten. De Bosschenaren moeten toen hebben beseft, dat het menens werd. Andere leidinggevenden over de ruiterij waren: de graaf van Stirum en de hertog van Bouillon.

### Kapitein Kevelaar
Kapitein Kevelaar was de persoon die door de stadsregering van 's-Hertogenbosch naar Brussel werd gestuurd om versterking te vragen. Hij moest melden, dat of 's-Hertogenbosch, of Breda aangevallen zou worden door het leger van Frederik Hendrik.

### Ernst Casimir van Nassau-Dietz
Ernst Casimir van Nassau-Dietz was aan vaderskant een neef van Frederik Hendrik van Oranje. Hij had de leiding over het kwartier, dat bij Hintham lag. Het kwartier vuurde als tweede van de kwartieren een kanonschot op de stad af. Hij viel de stad aan bij het Hinthamerbolwerk. De verdediging was hier erg goed en verplaatste hij zijn aanval naar de noordwal van de vestingwerken.
Ernst Casimir werd naar de Veluwe gestuurd, om te voorkomen dat een Spaans-keizerlijk leger veel schade kon veroorzaken, toen die de IJssel waren overgestoken, gedurende de Inval van de Veluwe.

### Rogier van Grinsven
Rogier van Grinsven was schepen van 's-Hertogenbosch en ondertekende mede de capitulatie van de stad 's-Hertogenbosch.

### Abt Johannes Moors
Bij de capitulatie ondertekende Johannes Moors als tweede namens de Bosschenaren de capitulatie. Hij behartigde samen met Ophovius de belangen van de religieuzen maar ook van de burgerij en fungeerde als intermediair tussen stadsbestuur en militaire gouverneur.